# Nati nel 1967/Settembre
| Questa pagina contiene informazioni ricavate automaticamente dalle voci biografiche con l'ausilio del template Bio e di un bot. L'aggiornamento è periodico e automatico e ricostruisce completamente la pagina. Se manca una persona in questa lista, sei pregato di non aggiungerla, ma accertati piuttosto che la sua voce biografica contenga il template Bio e che i dati anagrafici siano correttamente compilati. Se il template Bio manca, inseriscilo tu stesso o, in alternativa, metti l'avviso {{tmp\|Bio}} che ne segnala la mancanza. Se i dati riportati sono sbagliati, correggi direttamente la voce biografica; le modifiche saranno visibili in questa lista entro pochi giorni. Per chiarimenti vedi il progetto biografie. La lista contiene solo le 301 persone che sono citate nell'enciclopedia e per le quali è stato implementato correttamente il template Bio. Pagina aggiornata al 18 ago 2025. |

- 1º settembre - Masahiro Andō, regista giapponese
- 1º settembre - Ada D'Adamo, scrittrice e saggista italiana († 2023)
- 1º settembre - Craig Gillespie, regista e produttore televisivo australiano
- 1º settembre - Andreas Maier, scrittore tedesco
- 1º settembre - Steve Pemberton, attore e sceneggiatore britannico
- 1º settembre - Ihor Plachuta, generale ucraino
- 1º settembre - Carl-Uwe Steeb, ex tennista tedesco
- 1º settembre - Ranko Zirojević, ex calciatore jugoslavo
- 2 settembre - Kerstin Behrendt, ex velocista tedesca
- 2 settembre - Cristiano Ciocchetti, ex pallanuotista e allenatore di pallanuoto italiano
- 2 settembre - Fabrice Divert, ex calciatore francese
- 2 settembre - Satoshi Fujita, allenatore di football americano giapponese
- 2 settembre - Gustaf Hammarsten, attore svedese
- 2 settembre - Philippe Haïm, regista, sceneggiatore e compositore francese
- 2 settembre - Dolkun Isa, politico e attivista cinese
- 2 settembre - Andreas Möller, dirigente sportivo, allenatore di calcio e ex calciatore tedesco
- 2 settembre - Tom Pokel, allenatore di hockey su ghiaccio e ex hockeista su ghiaccio statunitense
- 2 settembre - Ruggiero Rizzitelli, ex calciatore italiano
- 3 settembre - Daron Acemoğlu, economista turco
- 3 settembre - Alessandro Carbonare, clarinettista italiano
- 3 settembre - Hubert Fournier, allenatore di calcio e ex calciatore francese
- 3 settembre - Chris Gatling, ex cestista statunitense
- 3 settembre - Fabio Grossi, ex velocista italiano
- 3 settembre - Sebastián Losada, ex calciatore spagnolo
- 3 settembre - Valerio Sacco, doppiatore italiano
- 3 settembre - Steve Scheffler, ex cestista statunitense
- 3 settembre - Bodo Schmidt, allenatore di calcio e ex calciatore tedesco
- 3 settembre - Pasquale Suppa, allenatore di calcio e ex calciatore italiano
- 3 settembre - Valeriu Ștefan Zgonea, politico rumeno
- 4 settembre - Silvio Camboni, fumettista italiano
- 4 settembre - Lloyd Daniels, ex cestista statunitense
- 4 settembre - Francesco Fiori, allenatore di calcio e ex calciatore italiano
- 4 settembre - Marco Gervasio, fumettista italiano
- 4 settembre - Vicente González, politico statunitense
- 4 settembre - Theodoros Pahatouridis, ex calciatore greco
- 4 settembre - Vidadi Rzayev, ex calciatore azero
- 4 settembre - Gigi Simeoni, fumettista italiano
- 4 settembre - Bin Ukishima, allenatore di calcio giapponese
- 5 settembre - Sandro Buccolieri, artista marziale italiano
- 5 settembre - Ulrich Czermak, ex pentatleta tedesco
- 5 settembre - Kōichi Morishita, ex maratoneta giapponese
- 5 settembre - Arnel Pineda, cantante, compositore e produttore discografico filippino
- 5 settembre - Matthias Sammer, dirigente sportivo, allenatore di calcio e ex calciatore tedesco orientale
- 5 settembre - Jane Sixsmith, hockeista su prato britannica
- 5 settembre - Val Vigoda, violinista statunitense
- 6 settembre - Tarcisio Catanese, calciatore e allenatore di calcio italiano († 2017)
- 6 settembre - Chad Coleman, attore statunitense
- 6 settembre - William DuVall, cantante e chitarrista statunitense
- 6 settembre - Giseli Gavio, ex pallavolista brasiliana
- 6 settembre - Macy Gray, cantante e attrice statunitense
- 6 settembre - Lupita Jones, modella messicana
- 6 settembre - Milan Kerbr, ex calciatore ceco
- 6 settembre - Milan Lukić, criminale di guerra e assassino seriale serbo
- 6 settembre - Paul Moulden, ex calciatore inglese
- 6 settembre - David Patiño, allenatore di calcio e ex calciatore messicano
- 6 settembre - Igor Potapovič, ex astista kazako
- 6 settembre - Igor Štimac, allenatore di calcio, procuratore sportivo e ex calciatore croato
- 7 settembre - Gioni Barbera, compositore, arrangiatore e pianista italiano
- 7 settembre - Gianluca De Angelis, allenatore di calcio e ex calciatore italiano
- 7 settembre - David Fiorentini, allenatore di calcio e ex calciatore italiano
- 7 settembre - Chris Frazier, batterista statunitense
- 7 settembre - Andrea Gibelli, politico italiano
- 7 settembre - Miguel Ángel Guerrero, ex calciatore colombiano
- 7 settembre - Peter Heppner, cantante tedesco
- 7 settembre - Leslie Jones, comica e attrice statunitense
- 7 settembre - Bruno Mingeon, bobbista francese
- 7 settembre - Jean-Michel Monin, ex pistard e ciclista su strada francese
- 7 settembre - Yūji Shiozaki, fumettista giapponese
- 7 settembre - Nicola Ulivieri, basso-baritono italiano
- 7 settembre - Jacek Winnicki, allenatore di pallacanestro polacco
- 7 settembre - Natalia Wörner, attrice tedesca
- 8 settembre - Steffen Blochwitz, ex pistard tedesco
- 8 settembre - Paul De Mesmaeker, ex calciatore belga
- 8 settembre - Alberto Giorgetti, politico italiano
- 8 settembre - Rafael Gutiérrez, ex calciatore messicano
- 8 settembre - Lidija Kavina, musicista e insegnante russa
- 8 settembre - Aleksandr Ogorodnikov, pallanuotista russo
- 8 settembre - Kimberly Peirce, regista e sceneggiatrice statunitense
- 8 settembre - Brian Wellman, ex triplista bermudiano
- 9 settembre - B.J. Armstrong, ex cestista statunitense
- 9 settembre - Dan the Automator, produttore discografico e musicista statunitense
- 9 settembre - Claudio Belotti, scrittore e imprenditore italiano
- 9 settembre - Aksay Kumar, attore indiano
- 9 settembre - Chris Caffery, chitarrista statunitense
- 9 settembre - Gianluca Gori, attore e regista teatrale italiano
- 9 settembre - Annick Hayraud, allenatrice di rugby a 15, rugbista a 15 e dirigente sportiva francese
- 9 settembre - Csilla Hegedüs, politica rumena
- 9 settembre - Shintaro Sakamoto, musicista e cantautore giapponese
- 9 settembre - Franco Trentalance, ex attore pornografico italiano
- 9 settembre - Steffen Zesner, ex nuotatore tedesco
- 10 settembre - Erika Dobrovičová, ex cestista cecoslovacca
- 10 settembre - Andreas Heraf, allenatore di calcio e ex calciatore austriaco
- 10 settembre - Takafumi Hori, allenatore di calcio e ex calciatore giapponese
- 10 settembre - Jordi Roura, allenatore di calcio e ex calciatore spagnolo
- 10 settembre - Akira Nishitani, autore di videogiochi e character designer giapponese
- 10 settembre - Nina Repeta, attrice statunitense
- 10 settembre - Samuele Sangalli, arcivescovo cattolico italiano
- 11 settembre - Maria Bartiromo, giornalista e conduttrice televisiva statunitense
- 11 settembre - Randolph Bresnik, astronauta statunitense
- 11 settembre - Nick De Santis, ex calciatore, allenatore di calcio e dirigente sportivo canadese
- 11 settembre - Harry Connick Jr., cantante e attore statunitense
- 11 settembre - Arnold Huber, ex slittinista e ex bobbista italiano
- 11 settembre - Jenna Johnson, ex nuotatrice statunitense
- 11 settembre - Proschat Madani, attrice austriaca
- 11 settembre - Chris McKenna, sceneggiatore, produttore cinematografico e produttore televisivo statunitense
- 11 settembre - Árpád Miklós, attore pornografico ungherese († 2013)
- 11 settembre - Sung Jae-gi, attivista e filosofo sudcoreano († 2013)
- 11 settembre - Dany Theis, calciatore lussemburghese († 2022)
- 11 settembre - Francesco Zanoncelli, allenatore di calcio e ex calciatore italiano
- 11 settembre - Irina von Wiese, politica britannica
- 12 settembre - Frank Aresti, chitarrista statunitense
- 12 settembre - Mariano Lamberti, regista, sceneggiatore e poeta italiano
- 12 settembre - Davide Oliveri, batterista italiano
- 12 settembre - Rogério Sampaio, ex judoka brasiliano
- 12 settembre - Alexander Shabalov, scacchista lettone
- 12 settembre - Mirko Slomka, allenatore di calcio tedesco
- 12 settembre - Louis C.K., comico, sceneggiatore e attore statunitense
- 12 settembre - Janine Tremelling, ex tennista australiana
- 13 settembre - Elisa Ambanelli, dirigente d'azienda italiana
- 13 settembre - Warren Aspinall, ex calciatore inglese
- 13 settembre - Richard Denhardt, ex rugbista a 15 neozelandese
- 13 settembre - Gábor Gerstenmájer, allenatore di calcio e ex calciatore romeno
- 13 settembre - Luca Gotti, allenatore di calcio e ex calciatore italiano
- 13 settembre - Michael Johnson, ex velocista statunitense
- 13 settembre - Slobodan Kovač, allenatore di pallavolo e ex pallavolista serbo
- 13 settembre - Ripper Owens, cantante statunitense
- 13 settembre - Stephen Perkins, batterista e percussionista statunitense
- 13 settembre - Nadia Rinaldi, attrice italiana
- 13 settembre - Austin Anthony Vetter, vescovo cattolico statunitense
- 13 settembre - David Wise, compositore inglese
- 14 settembre - Franz Aigner, allenatore di calcio e ex calciatore austriaco
- 14 settembre - Paul Budnitz, imprenditore statunitense
- 14 settembre - Dan Cortese, attore e conduttore televisivo statunitense
- 14 settembre - Alon Hazan, allenatore di calcio e ex calciatore israeliano
- 14 settembre - Jens Lien, regista norvegese
- 14 settembre - Anna Malle, attrice pornografica e regista statunitense († 2006)
- 14 settembre - K.C. Martel, attore canadese
- 14 settembre - Ivan Masařík, biatleta ceco
- 14 settembre - Masis Mayilyan, politico karabakho
- 14 settembre - John Power, chitarrista e bassista britannico
- 14 settembre - Ri Myung-hun, ex cestista nordcoreano
- 14 settembre - Beatrice Schiros, attrice italiana
- 14 settembre - Adrian Ursea, allenatore di calcio e ex calciatore rumeno
- 14 settembre - Valerij Zacharevič, ex schermidore russo
- 15 settembre - Neil Borwick, ex tennista australiano
- 15 settembre - Wilmer Cabrera, allenatore di calcio e ex calciatore colombiano
- 15 settembre - Dexter Carter, ex giocatore di football americano statunitense
- 15 settembre - Andrew D. Chumbley, scrittore, artista e poeta inglese († 2004)
- 15 settembre - Alessio Di Clemente, attore italiano
- 15 settembre - Simone Greiner-Petter-Memm, ex sciatrice nordica tedesca
- 15 settembre - Pandeli Majko, politico albanese
- 15 settembre - Giorgio Piantanida, ex sciatore alpino italiano
- 15 settembre - Hansjörg Tauscher, ex sciatore alpino tedesco
- 15 settembre - Miroslav Žitnjak, allenatore di calcio e ex calciatore croato
- 16 settembre - Makoto Atsuta, ex calciatore giapponese
- 16 settembre - Daniele Balli, allenatore di calcio e ex calciatore italiano
- 16 settembre - Maria Luís Albuquerque, politica portoghese
- 16 settembre - Stefano Cembali, ex ciclista su strada italiano
- 16 settembre - Gabriele Mirabassi, clarinettista italiano
- 16 settembre - Hiroya Oku, fumettista giapponese
- 16 settembre - Seo Hyo-won, ex calciatore sudcoreano
- 16 settembre - Mike Smith, ex multiplista canadese
- 16 settembre - Kelsey Weems, cestista statunitense († 2019)
- 17 settembre - Michael Carbajal, ex pugile statunitense
- 17 settembre - Pasquale Cocco, ex giocatore di calcio a 5 belga
- 17 settembre - Ingelise Driehuis, ex tennista olandese
- 17 settembre - Stefan Krauße, ex slittinista tedesco
- 17 settembre - Wolfgang Perner, biatleta e fondista austriaco († 2019)
- 17 settembre - Petr Pravec, astronomo ceco
- 17 settembre - Tomasz Tomiak, canottiere polacco († 2020)
- 17 settembre - Mate Uzinić, arcivescovo cattolico croato
- 17 settembre - Malik Yoba, attore statunitense
- 18 settembre - Gary Anderson, ex pistard neozelandese
- 18 settembre - Luca Bottura, giornalista, scrittore e conduttore radiofonico italiano
- 18 settembre - Tara Fitzgerald, attrice britannica
- 18 settembre - Masami Ihara, allenatore di calcio e ex calciatore giapponese
- 18 settembre - Manuel Karasek, scrittore e giornalista tedesco
- 18 settembre - João Magueijo, cosmologo portoghese
- 18 settembre - Antonella Orefice, storica e saggista italiana
- 18 settembre - Felice Puttini, ex ciclista su strada e dirigente sportivo svizzero
- 18 settembre - Roberto Rosetti, ex arbitro di calcio italiano
- 18 settembre - Arievaldo Viana, poeta, conduttore radiofonico e illustratore brasiliano († 2020)
- 19 settembre - Jim Abbott, ex giocatore di baseball statunitense
- 19 settembre - Manel Bosch, ex cestista spagnolo
- 19 settembre - Mamoru Hosoda, regista e animatore giapponese
- 19 settembre - Aleksandr Karelin, politico e ex lottatore russo
- 19 settembre - Michel Lafis, ex ciclista su strada svedese
- 19 settembre - Steve Locher, allenatore di sci alpino e ex sciatore alpino svizzero
- 19 settembre - Paco López, allenatore di calcio e ex calciatore spagnolo
- 19 settembre - Robert Madison, attore italiano
- 19 settembre - Raymond Pierre, ex velocista statunitense
- 19 settembre - Philippe Raschke, ex calciatore francese
- 20 settembre - Elena Desderi, ex fondista italiana
- 20 settembre - Craig Forrest, ex calciatore canadese
- 20 settembre - Kristen Johnston, attrice statunitense
- 20 settembre - Jason Moran, mafioso australiano († 2003)
- 20 settembre - Joe Murray, ex cestista statunitense
- 20 settembre - Matthew Nelson, cantante statunitense
- 20 settembre - Alessandro Orlowski, regista italiano
- 20 settembre - Andrej Teterjuk, ex ciclista su strada kazako
- 21 settembre - Vicky Ford, politica britannica
- 21 settembre - Fabio Fracas, scrittore, compositore e fisico italiano († 2023)
- 21 settembre - Luis Armelio García, allenatore di calcio cubano
- 21 settembre - David Grubbs, musicista e compositore statunitense
- 21 settembre - Faith Hill, cantante statunitense
- 21 settembre - Ugo Lisi, politico italiano
- 21 settembre - Mafalda Minnozzi, cantante italiana
- 21 settembre - Modesto Molina, ex calciatore boliviano
- 21 settembre - Werner Perathoner, ex sciatore alpino italiano
- 21 settembre - Suman Pokhrel, poeta, drammaturgo e traduttore nepalese
- 21 settembre - César Eduardo Rodríguez, ex calciatore peruviano
- 21 settembre - Riccardo Serventi Longhi, attore italiano
- 21 settembre - Ondrej Šmelko, ex calciatore slovacco
- 22 settembre - Parry Gripp, cantante e musicista statunitense
- 22 settembre - Peter Jurko, ex sciatore alpino slovacco
- 22 settembre - Oscar Magoni, dirigente sportivo, allenatore di calcio e ex calciatore italiano
- 22 settembre - Naoto Ogata, attore giapponese
- 22 settembre - Max Parodi, attore italiano
- 22 settembre - Andrea Santonastaso, attore, comico e conduttore radiofonico italiano
- 22 settembre - Félix Savón, ex pugile cubano
- 22 settembre - Claudio Tapia, dirigente sportivo argentino
- 23 settembre - Robert Gerald Casey, arcivescovo cattolico statunitense
- 23 settembre - Cristina Donà, cantautrice italiana
- 23 settembre - Yannick Haenel, scrittore francese
- 23 settembre - Masashi Nakayama, ex calciatore giapponese
- 23 settembre - Christian Reich, bobbista svizzero
- 23 settembre - Jenna Stern, attrice e doppiatrice statunitense
- 23 settembre - Chris Wilder, allenatore di calcio e ex calciatore inglese
- 23 settembre - Željko Župetić, ex calciatore croato
- 24 settembre - Rosario Salvatore Aitala, giurista e magistrato italiano
- 24 settembre - Alberto Anile, giornalista, critico cinematografico e saggista italiano
- 24 settembre - Domenico Centamore, attore italiano
- 24 settembre - Roland Gray, ex cestista statunitense
- 24 settembre - Noreena Hertz, economista britannica
- 24 settembre - Simon Jordan, imprenditore inglese
- 24 settembre - Candace Kita, modella e attrice statunitense
- 24 settembre - Massimo Milani, politico italiano
- 24 settembre - Missy, attrice pornografica e regista statunitense († 2008)
- 24 settembre - Francesco Palmieri, dirigente sportivo e ex calciatore italiano
- 24 settembre - Aguinaldo Perrone, designer italiano
- 24 settembre - Igor Protti, dirigente sportivo e ex calciatore italiano
- 24 settembre - William So, cantante e attore cinese
- 25 settembre - James Berardinelli, critico cinematografico e scrittore statunitense
- 25 settembre - Shelly Bond, curatrice editoriale statunitense
- 25 settembre - Bobbito García, disc jockey, produttore discografico e attore portoricano
- 25 settembre - Peter Guggi, ex calciatore austriaco
- 25 settembre - Jeff Hartwig, ex astista statunitense
- 25 settembre - Catiuscia Marini, politica italiana
- 25 settembre - Borimir Perković, allenatore di calcio e ex calciatore croato
- 25 settembre - Luciano Rezzolla, astrofisico italiano
- 25 settembre - Audrey Wasilewski, attrice e doppiatrice statunitense
- 25 settembre - Eva Eastwood, cantante svedese
- 26 settembre - Hans Agbo, ex calciatore camerunese
- 26 settembre - Bruno Akrapović, allenatore di calcio e ex calciatore bosniaco
- 26 settembre - W. Dan Bruton, astronomo statunitense
- 26 settembre - Shannon Hoon, cantautore e musicista statunitense († 1995)
- 26 settembre - Jon Ireland, ex tennista australiano
- 26 settembre - Amy Kwok, attrice e modella cinese
- 26 settembre - Arnd Neuhaus, ex cestista tedesco
- 26 settembre - Éric Roy, allenatore di calcio, dirigente sportivo e ex calciatore francese
- 26 settembre - Martin Scales, chitarrista e compositore tedesco
- 26 settembre - Frederick E. O. Toye, regista, produttore televisivo e montatore statunitense
- 27 settembre - Anna Birjukova, ex triplista russa
- 27 settembre - Francisco Camarasa, ex calciatore spagnolo
- 27 settembre - Stephan Freigang, ex maratoneta e mezzofondista tedesco
- 27 settembre - Victor Manuelle, musicista e cantante statunitense
- 27 settembre - Roberta Mazzoni, danzatrice italiana
- 27 settembre - Enrico Montani, politico italiano
- 27 settembre - Uche Okechukwu, ex calciatore nigeriano
- 27 settembre - Andrej Pjatnickij, allenatore di calcio e ex calciatore sovietico
- 27 settembre - Francis Renaud, attore francese
- 27 settembre - Sandra Savaglio, astronoma, astrofisica e politica italiana
- 27 settembre - Hermawan Susanto, ex giocatore di badminton indonesiano
- 27 settembre - Jacob Svinggaard, ex calciatore e ex giocatore di calcio a 5 danese
- 27 settembre - Andrij Sydel'nykov, ex calciatore sovietico
- 27 settembre - Enrico Zaina, ex ciclista su strada italiano
- 28 settembre - Mihai Cioroianu, alpinista rumeno († 1999)
- 28 settembre - Igino Domanin, scrittore italiano
- 28 settembre - Sebastiano Fogliato, politico italiano
- 28 settembre - Mara Gabrilli, politica e scrittrice brasiliana
- 28 settembre - Giacomo Gonnella, attore italiano
- 28 settembre - Axel Kruse, ex calciatore tedesco orientale
- 28 settembre - Luana Borgia, ex attrice pornografica e modella italiana
- 28 settembre - Jake Reed, ex giocatore di football americano statunitense
- 28 settembre - Mira Sorvino, attrice statunitense
- 28 settembre - Gustavo Szczygielski, ex cestista uruguaiano
- 28 settembre - Moon Unit Zappa, attrice e scrittrice statunitense
- 28 settembre - Włodzimierz Zawadzki, ex lottatore polacco
- 29 settembre - Yuichi Akasaka, ex pattinatore di short track giapponese
- 29 settembre - Brett Anderson, cantante britannico
- 29 settembre - Éva Dónusz, ex canoista ungherese
- 29 settembre - Abdelouafi Laftit, politico marocchino
- 29 settembre - Felicia Ţilea, giavellottista rumena († 2025)
- 30 settembre - ERO, artista statunitense († 2011)
- 30 settembre - Osvaldo Gonella, hockeista su pista e allenatore di hockey su pista argentino († 2021)
- 30 settembre - David Guion, allenatore di calcio e ex calciatore francese
- 30 settembre - Emmanuelle Houdart, illustratrice e pittrice svizzera
- 30 settembre - Steve Kean, allenatore di calcio e ex calciatore scozzese
- 30 settembre - Vatroslav Mihačić, allenatore di calcio e ex calciatore croato
- 30 settembre - Mark Randall, ex cestista e allenatore di pallacanestro statunitense
- 30 settembre - Andrea Roth, attrice canadese